# Nothing Uncovered
Nothing Uncovered (en hangul, 멱살 한번 잡힙시다; romanización revisada, Myeoksal hanbeon japipsida; McCune-Reischauer, Myŏksal hanbŏn chap'ipshida; literalmente, «Dejémonos agarrar por el cuello») es una serie de televisión surcoreana dirigida por Lee Ho y Lee Hyun-kyung, y protagonizada por Kim Ha-neul, Yeon Woo-jin y Jang Seung-jo. Se emitirá por el canal KBS2 del 18 de marzo al 7 de mayo de 2024, en horario de lunes y martes a las 22:10 (hora local coreana). También estará disponible en la plataforma Coupang Play.

## Sinopsis
La serie es un thriller de persecución melodramático en el que una periodista que atrapa a los malos por el cuello y un detective del equipo de crímenes violentos que los esposa caen en un enorme remolino mientras investigan juntos una serie de casos de asesinato.

## Reparto

### Principal
- Kim Ha-neul como Seo Jeong-won, una periodista prometedora que hace lo que sea necesario para obtener una primicia. Se enredó en un triángulo amoroso con su exnovio Tae-heon y su esposo Woo-jae a través de un misterioso caso de asesinato.[5][6][7]
  - Lee Soo-jeong como Seo Jeong-won de joven.[8][9]
- Yeon Woo-jin como Kim Tae-heon, detective, el mejor del equipo contra el crimen violento. También es el exnovio de Jeong-won, a la que vuelve a ver con ocasión de un caso de asesinato. Sus sentimientos se complican cada vez que la ve llegar a la comisaría, pero coopera con ella.[6][10]
- Jang Seung-jo como Seol Woo-jae, un famoso novelista, chaebol de segunda generación y marido de Jeong-won.[6][11]
  - Seong Tae como Seol Woo-jae de joven.[12]
- Jung Woong-in como Seol Pan-ho, presidente del Grupo Mujin y padre de Woo-jae. Desaprueba el matrimonio de su hijo con Jeong-won y que no haya continuado con el negocio familiar.[13][14]
- Yoon Je-moon como Mo Hyeong-taek, un exfiscal y miembro de la Asamblea Nacional que no duda en encubrir la verdad. Es un líder del partido, una persona con un carisma, También está en conflicto con Jeong-won.[13][14][15]
- Han Chae-ah como Yu Yoon-yeong, directora del hospital de Neuropsiquiatría You & Me, y también asesora de Jeong-won.[14][16]

### Secundario

#### Gente de la emisora de radio
- Jung In-gi como Kang In-han, director de noticias de KBM Broadcasting Station, donde trabaja Jeong-won, y la primera persona dentro de la empresa en prestar en descubrir que Jeong-won llegaría a ser una estrella.[14]
- Kim Min-jae como Ju Yeong-seok, camarógrafo del programa Dejémonos agarrar por el cuello. Se está quejando siempre de todo y a menudo discute con Jeong-won, pero es un socio inseparable cuando salen a informar.[14]
- Park Hyung-soo como Noh Jin-ho, reportero de KBM Broadcasting Station y colega de Jeong-won, a la que ve siempre delante de él y siente como una rival.[17]
- Kim Ji-sung como Yang Ae-na, la redactora principal del departamento de noticias de KBM; es mayor que Jeongwon, pero son amigas inseparables.[18]
- Seo Bum-june como Lee Ba-reun, reportero que cubre el programa Dejémonos agarrar por el cuello. Una persona íntegra y pacifista. Sigue y le gusta tanto Jeong-won que lo llaman fanático de Jeong-won. También es sincero, bueno en el trabajo y tiene excelentes habilidades de información, por lo que los superiores de su equipo lo adoran.[19]

#### Gente de la comisaría
- Yoon Jeong-hoon como Oh Myung-soo, detective, el compañero júnior de Tae-heon. Él y Tae-heon discuten a menudo, pero cuando se trata de investigar un caso su química es perfecta, y se cuidan mutuamente como colegas más que nadie.[20]
- Kim Yong-un como el líder del equipo Jung, el afectuoso hermano mayor del equipo 1 contra crímenes violentos, que abiertamente pide complacencia. Siempre le molesta la imprudencia de Tae-heon, pero reconoce su habilidad única y quiere apoyarlo.

#### Otros
- Seo Bum-june como Zeus, una persona misteriosa sin información que se acercó a Jeong-won por su propia iniciativa y afirmó ser un informante.
- Jung Ho-bin como Gong Jun-ho, secretario del presidente Seol y su colaborador más cercano.
- Hong Ji-hee como Mo Soo-rin, propietaria del Soo Cafe e hija de Myeong-taek, con una personalidad introvertida y tímida. Depende económicamente de su padre y psicológicamente de su amiga Yu Yoon-yeong.[21][22]
  - Chu Ye-jin como Mo Soo-rin de joven.[23]
- Yoon Ga-i como Choi, enfermera jefe del hospital neuropsiquiátrico You & Me.[24]
- Go Geon-han como Cha Geum-sae, un youtuber que busca atención y es adicto al juego. También es el hermano menor de Eun-sae.
- Kim Seung-hoon como Song Hyo-seong, un investigador leal a Hyeong-taek y que sabe mucho sobre él.
- Lee Seung-hun como Kim Min-cheol, un empleado de una empresa de servicios de gestión que administra el edificio Leaders Palace.

### Apariciones especiales
- Han Ji-eun como Cha Eun-sae, una actriz audaz y franca. Es hermana de Geum-sae.[25]

## Producción y promoción
La serie está basada en la novela homónima de Naver escrita por New Luck, que ganó el gran premio de novela web en la categoría de misterio del 2020 지상최대공모전 [Mayor Concurso del Mundo 2020]. Está escrita por Bae Soo-young, dirigida por Lee Ho y Lee Hyun-kyung, y producida por Monster Union y Production H.
El 25 de julio de 2023 se anunció que Yeon Woo-jin y Jang Seung-jo acompañarían a Kim Ha-neul como protagonistas de la serie. Se informó asimismo de que estaba previsto que el rodaje comenzara en la segunda mitad del año. A la hora de justificar la elección de los actores, el director Lee Ho declaró que, dado que el guion tiene una narrativa fuerte y muchos sucesos, la actuación sería un elemento crítico y que por tanto era necesario elegirlos con particular cuidado. Sobre Kim Han-neul, señaló que quería mostrar un lado diferente de la actriz, considerada una reina de las comedias románticas.
A lo largo de febrero de 2024 se publicaron un cartel con Kim Ha-neul en solitario, y un segundo cartel con el trío de protagonistas en una sala de interrogatorios. El 3 de marzo salió el tercer cartel, con los tres protagonistas sentados en una cama y la frase «La verdad que se ignora siempre volverá». El 23 de febrero había sido distribuido el primer avance. El 1 de marzo la productora distribuyó imágenes del rodaje y la preparación de los actores para el mismo.

## Audiencia
| Temporada | Temporada | Episodio número | Episodio número | Episodio número | Episodio número | Episodio número | Episodio número | Episodio número | Episodio número | Episodio número | Episodio número | Episodio número | Episodio número | Episodio número | Episodio número | Episodio número | Episodio número | Promedio |
| Temporada | Temporada | 1               | 2               | 3               | 4               | 5               | 6               | 7               | 8               | 9               | 10              | 11              | 12              | 13              | 14              | 15              | 16              | Promedio |
| --------- | --------- | --------------- | --------------- | --------------- | --------------- | --------------- | --------------- | --------------- | --------------- | --------------- | --------------- | --------------- | --------------- | --------------- | --------------- | --------------- | --------------- | -------- |
|           | 1         | 473             | 430             | —               | —               | —               | 496             | 461             | 560             | —               | 529             | —               | 610             | —               | 525             | —               | 561             | —        |

| Episodio | Fecha de emisión    | Índices de audiencia (Nielsen Korea) | Índices de audiencia (Nielsen Korea) |
| Episodio | Fecha de emisión    | Nacional                             | Seúl                                 |
| --- | ------------------- | ------------------------------------ | ------------------------------------ |
| 1 | 18 de marzo de 2024 | 2,8 % (21.ª)                         | 2,8 % (18.ª)                         |
| 2 | 19 de marzo de 2024 | 2,7 % (18.ª)                         | 2,8 % (18.ª)                         |
| 3 | 25 de marzo de 2024 | 2,8 % (22.ª)                         | 2,9 % (19.ª)                         |
| 4 | 25 de marzo de 2024 | 2,3 % (27.ª)                         | ND                                   |
| 5 | 1 de abril de 2024  | 2,9 % (21.ª)                         | 3,0 % (19.ª)                         |
| 6 | 2 de abril de 2024  | 3,2 % (15.ª)                         | 3,2 % (14.ª)                         |
| 7 | 8 de abril de 2024  | 2,9 % (19.ª)                         | 2,8 % (17.ª)                         |
| 8 | 9 de abril de 2024  | 3,8 % (11.ª)                         | 4,1 % (10.ª)                         |
| 9 | 15 de abril de 2024 | 2,3 % (27th)                         | ND                                   |
| 10 | 16 de abril de 2024 | 3,4 % (12.ª)                         | 3,4 % (13.ª)                         |
| 11 | 22 de abril de 2024 | 2,6 % (22.ª)                         | ND                                   |
| 12 | 23 de abril de 2024 | 3,8 % (12.ª)                         | 3,8 % (13.ª)                         |
| 13 | 29 de abril de 2024 | 2.4 % (23.ª)                         | ND                                   |
| 14 | 30 de abril de 2024 | 3,1 % (15.ª)                         | 3,8 % (12.ª)                         |
| 15 | 6 de mayo de 2024   | 2,7 % (23.ª)                         | ND                                   |
| 16 | 7 de mayo de 2024   | 3,8 % (13.ª)                         | 4,0 % (10.ª)                         |
| Promedio | Promedio            | 3,0 %                                | —                                    |
| - En la tabla superior, los números azules representan las calificaciones más bajas y los números rojos representan las más altas. - ‘ND’ indica que no se conoce el dato correspondiente. |                     |                                      |                                      |